# Sân bay quốc tế Ilorin
Sân bay quốc tế Ilorin (IATA: ILR, ICAO: DNIL) là một sân bay phục vụ Ilorin, một thành phố trong bang Kwara của Nigeria.

## Hãng hàng không và tuyến bay
- Arik Air (Abuja, Lagos)
- Capital Airlines (Nigeria) (Abuja, Lagos)
- Overland Airways (Abuja, Lagos)